# Wilson Tiago
Wilson Tiago Mathías (Limeira, São Paulo, 14 de septiembre de 1983) es un exfutbolista brasileño naturalizado mexicano. Su posición era mediocampista y desde 2018 se encuentra retirado.

## Trayectoria
En su estancia en México fue uno de los mejores contenciones del fútbol mexicano y uno los máximos ídolos del Monarcas Morelia, hoy Atlético Morelia, junto a Moisés Muñoz, Mauricio Martín Romero y Omar Trujillo.
En total para el Morelia jugó un total de 156 partidos, 147 de ellos de titular, 127 completos, sumando más de 12,800 minutos. Convirtió 9 goles, la mayoría de ellos de cabeza en balón parado.
Si se le agrega sus participaciones oficiales con Morelia en los torneos InterLiga 2007, InterLiga 2008, InterLiga 2009, La SuperLiga 2007 y el Torneo Amistoso Pachuca Cuna Del Fútbol 2009 suma un total de 170 partidos, 161 de ellos de titular, 139 completos y 10 goles, sumando más de 14,000 minutos.

## Clubes
| Club                        | País      | Año         |
| --------------------------- | --------- | ----------- |
| União São João              | Brasil    | 2003        |
| Ituano                      | Brasil    | 2003–2005   |
| Monarcas Morelia            | México    | 2005–2009   |
| Internacional               | Brasil    | 2010–2011   |
| Portuguesa                  | Brasil    | 2012        |
| Club Deportivo Toluca       | México    | 2012–2014   |
| Tiburones Rojos de Veracruz | México    | 2014        |
| Chiapas FC                  | México    | 2015        |
| Quéretaro FC                | México    | 2015        |
| Dorados de Sinaloa          | México    | 2016        |
| sin club                    | en contra | 2016 - 2017 |
| Oeste Futebol Clube (SP)    | Brasil    | 2017 - 2018 |

## Goles en México
- Clausura 2006-sábado 22 de abril de 2006 vs. San Luis De cabeza a pase de Fernando Arce

- Apertura 2006-Miércoles 8 de noviembre de 2006 vs. Necaxa De cabeza a pase de Adrián Aldrete

- Clausura 2007-Sábado 14 de abril de 2007 VS. Pumas En JN a pase de Fernando Arce

- Apertura 2007-Sábado 4 de agosto de 2007 vs. Veracruz De cabeza a pase de Fernando Arce  (enlace roto disponible en Internet Archive; véase el historial, la primera versión y la última).

- Apertura 2008-Sábado 20 de septiembre de 2008 vs. Monterrey De cabeza a pase de Hugo Droguett

- Apertura 2008-Domingo 16 de noviembre de 2008 vs. Tigres Gol a pase de Hugo Droguett

- Clausura 2009-Sábado 14 de febrero de 2009 vs. Puebla De cabeza a pase de Hugo Droguett

- Apertura 2009-Domingo 2 de agosto de 2009 vs. Morelia De cabeza a pase de Elías Hernández

- Apertura 2009-Domingo 29 de noviembre de 2009 vs. Santos Gol a pasedDe Miguel Sabah

## Palmarés

### Copas internacionales
| Título            | Equipo           | Sede   | Año  |
| ----------------- | ---------------- | ------ | ---- |
| Copa Libertadores | SC Internacional | Brasil | 2010 |